# Cymbals (曲)
「Cymbals」（シンバルズ）は、久保田利伸の楽曲。1997年2月21日にSony Recordsから19枚目のシングルとして発売された。

## 概要
「Cymbals」は、TBS系金曜ドラマ『君が人生の時』の主題歌。柿崎洋一郎との共同プロデュース。
2005年8月24日にマキシシングルで再発売。

## 収録曲
| 全作詞: 久保田利伸、全作曲: 柿崎洋一郎。 |                                    |            |            |      |
| #                                        | タイトル                           | 作詞       | 作曲・編曲 | 時間 |
| 1.                                       | 「Cymbals」                        | 久保田利伸 | 柿崎洋一郎 | 6:02 |
| 2.                                       | 「Cymbals (Weeping Harp Version)」 | 久保田利伸 | 柿崎洋一郎 | 6:02 |
| 3.                                       | 「Cymbals (Original Karaoke)」     | 久保田利伸 | 柿崎洋一郎 | 6:01 |
| 合計時間:                                | 合計時間:                          | 18:05      |            |      |

## カバー
- ATSUSHI from EXILE - 2004年に発売のトリビュート・アルバム『SOUL TREE〜a musical tribute to toshinobu kubota〜』に収録[4][5]。2009年10月に開催された『EXH SPECIAL EXILE ATSUSHI PREMIUM LIVE SOLO』で演奏された[6]。
- 三浦大知 - 2010年の『DAICHI MIURA LIVE TOUR 2010 〜GRAVITY〜』で演奏[7]。